# Hit-Monkey (serial animowany)
Hit-Monkey (oryg. Marvel’s Hit-Monkey) – amerykański superbohaterski serial animowany dla dorosłych na podstawie komiksowej postaci o tym samym pseudonimie wydawnictwa Marvel Comics. Twórcami i showrunnerami serialu są Will Speck i Josh Gordon. Głównym postaciom głosów użyczyli: Fred Tatasciore, Jason Sudeikis, George Takei, Olivia Munn, Ally Maki i Nobi Nakanishi.
Makak japoński o imieniu Hit-Monkey, którego mentorem jest duch amerykańskiego zabójcy, niszczy przestępcze podziemie Tokio.
Hit-Monkey zadebiutował 17 listopada 2021 roku w serwisie Hulu. W Polsce pojawił się 14 czerwca 2022 roku na Disney+. Spotkał się on z pozytywną reakcją krytyków. W lutym 2023 roku poinformowano, że został zamówiony drugi sezon serialu.

## Obsada
- Fred Tatasciore jako Hit-Monkey, makak japoński[1].
- Jason Sudeikis jako Bryce, mentor Hit-Monkeya, który powraca jako duch[1].
- George Takei jako Shinji Yokohama, miły polityk, których wychowuje samotnie swoją siostrzenicę Akiko[1].
- Olivia Munn jako Akiko, siostrzenica Shinji’ego[1].
- Ally Maki jako Haruka, uczciwa policjantka, która chce zwalczać przestępczość w Tokio[1].
- Nobi Nakanishi jako Ito, partner Haruki, który ufa Hit-Monkey’owi[1].

## Emisja
Pierwszy, dziesięcioodcinkowy sezon serialu Hit-Monkey zadebiutował równocześnie 17 listopada 2021 roku w serwisie Hulu. W Polsce pojawił się 14 czerwca 2022 roku na Disney+. Drugi sezon serialu, składający się również z dziesięciu odcinków, został zapowiedziany na 15 lipca 2024 roku z premierą na Hulu.

### Przegląd sezonów
| Sezon | Sezon | Odcinki | Oryginalna emisja (Stany Zjednoczone) | Oryginalna emisja (Polska) |
| ----- | ----- | ------- | ------------------------------------- | -------------------------- |
|       | 1     | 10      | 17 listopada 2021                     | 14 czerwca 2022            |
|       | 2     | 10      | 15 lipca 2024                         | brak danych                |

## Lista odcinków
| №  | Nr | Tytuł                        | Tytuł polski               | Reżyseria   | Scenariusz                      | Premiera (Hulu)   | Premiera w Polsce (Disney+) |
| -- | -- | ---------------------------- | -------------------------- | ----------- | ------------------------------- | ----------------- | --------------------------- |
| 1  | 1  | Pilot                        | Pilot                      | Neal Holman | Josh Gordon, Will Speck         | 17 listopada 2021 | 14 czerwca 2022             |
| 2  | 2  | Bright Lights, Big City      | Jasne światła, duże miasto | Neal Holman | Josh Gordon, Will Speck         | 17 listopada 2021 | 14 czerwca 2022             |
| 3  | 3  | Legend of the Drunken Monkey | Legenda o pijanej małpie   | Neal Holman | Keith Fogelsong                 | 17 listopada 2021 | 14 czerwca 2022             |
| 4  | 4  | The Code                     | Kodeks                     | Neal Holman | Duffy Boudreau                  | 17 listopada 2021 | 14 czerwca 2022             |
| 5  | 5  | Run Monkey Run               | Uciekaj, małpo             | Neal Holman | Matteo Borghese, Rob Turbovsky  | 17 listopada 2021 | 14 czerwca 2022             |
| 6  | 6  | The Long Goodbye             | Długie pożegnanie          | Neal Holman | Albertina Rizzo                 | 17 listopada 2021 | 14 czerwca 2022             |
| 7  | 7  | Sayonara Monkey              | Monkey mówi sayonara       | Neal Holman | Ken Kobayashi                   | 17 listopada 2021 | 14 czerwca 2022             |
| 8  | 8  | Home Sweet Home              | Nie ma to jak w domu       | Neal Holman | Paul Levitt                     | 17 listopada 2021 | 14 czerwca 2022             |
| 9  | 9  | The End: Part One            | Koniec: część pierwsza     | Neal Holman | Duffy Boudreau, Keith Fogelsong | 17 listopada 2021 | 14 czerwca 2022             |
| 10 | 10 | The End: Part Two            | Koniec: część druga        | Neal Holman | Josh Gordon, Will Speck         | 17 listopada 2021 | 14 czerwca 2022             |

## Produkcja
W lutym 2019 roku poinformowano, że Marvel Television i Marvel Animation wyprodukują serial animowany dla dorosłych Hit-Monkey dla serwisu Hulu. Wśród zapowiedzi znalazły się trzy inne produkcje M.O.D.O.K., Tigra and Dazzler i Howard the Duck, które miały zakończyć się crossoverem zatytułowanym The Offenders. Twórcami serialu zostali Will Speck i Josh Gordon, którzy również zajęli się scenariuszem. W grudniu Marvel Television zostało włączone do Marvel Studios, a w styczniu 2020 roku podjęto decyzję o anulowaniu części z zapowiedzianych produkcji oraz o pozostawieniu tylko seriali M.O.D.O.K. i Hit-Monkey. We wrześniu 2021 roku ujawniono, że głosów postaciom użyczą: Jason Sudeikis jako Bryce, Fred Tatasciore jako Hit-Monkey oraz George Takei, Olivia Munn, Ally Maki i Nobi Nakanishi.
Jordan Blum, współtwórca serialu M.O.D.O.K. poinformował, że w Hit-Monkey zostanie wykorzystana inna technika animacji niż w M.O.D.O.K.–u. Producentami wykonawczymi serialu zostali Speck, Gordon, Keith Foglesong, Matt Thompson, Neal Holman, Joe Quesada i Jeph Loeb.
W lutym 2023 roku poinformowano, że Hulu zamówiło drugi sezon serialu. Wyjawiono również, że produkcję przejmie studio 20th Television Animation; Speck i Gordon pozostaną producentami wykonawczymi; akcja sezonu ma mieć miejsce w Nowym Jorku oraz że Munn, Sudeikis, Maki i Tatasciore powrócą w obsadzie głosowej drugiego sezonu i dołączy do nich Leslie Jones.

## Odbiór

### Krytyka w mediach
Serial spotkał się z pozytywną reakcją krytyków. W serwisie Rotten Tomatoes 77% z 13 recenzji uznano za pozytywne, a średnia ocen wystawionych na ich podstawie wyniosła 6,8/10. Na portalu Metacritic średnia ważona ocen z 6 recenzji wyniosła 57 punktów na 100.
Daniel Fienberg w swojej recenzji dla „The Hollywood Reporter” napisał, że „pierwsze pięć odcinków cechuje nijakie założenia i podejście do japońskiej kultury ograniczone do jednowymiarowych postaci i ledwo przemyślanego tła. Ostatnie pięć odcinków jest znacznie lepszych”. Siddhant Adlakha z portalu IGN uznał, że animacja w serialu jest „niezwykła”, oraz stwierdził, że „Marvel’s Hit-Monkey zamienia niejasne komiczne dziwactwa — uzbrojonego Makaka i jego upiornego ludzkiego mentora — w zabawną i znaczącą opowieść. Dzięki stylowi graficznemu inspirowanym anime i mangą oraz scenerii Tokio, która ma więcej do powiedzenia na temat opowiadanej historii niż postacie drugoplanowe, serial ostatecznie udał się, nawet jeśli po drodze się pojawiły się błędy”. Stephen Robinson z AV Club ocenił, że jest to „jeden z najprzyjemniejszych z ostatnich seriali telewizyjnych Marvela”.